# NGC 910
NGC 910 é uma galáxia elíptica (E) localizada na direcção da constelação de Andromeda. Possui uma declinação de +41° 49' 27" e uma ascensão recta de 2 horas, 25 minutos e 26,8 segundos.
A galáxia NGC 910 foi descoberta em 17 de Outubro de 1786 por William Herschel.